# Théo Letitre
Théo Letitre (Cagnes-sur-Mer, 17 dicembre 1997) è un ex sciatore alpino francese.

## Biografia
Slalomista puro originario di Villeneuve-Loubet e attivo dal novembre del 2013, Théo Letitre ha esordito in Coppa Europa il 13 dicembre 2017 a Obereggen e in Coppa del Mondo il 12 gennaio 2020 ad Adelboden, in entrambi i casi senza completare la prova; ha conquistato la sua unica vittoria in Coppa Europa, nonché unico podio, il 18 dicembre 2020 in Val di Fassa e ha preso per l'ultima volta il via in Coppa del Mondo il 4 febbraio 2023 a Chamonix, senza completare la prova (non ha portato a termine nessuna delle 20 gare nel massimo circuito nelle quali ha preso il via). Ha annunciato il ritiro all'inizio della stagione 2024-2025 e ha disputato le sue ultima gare ai Campionati greci 2025 (Parnassos, 28-30 marzo); non ha preso parte a rassegne olimpiche o iridate.

## Palmarès

### Coppa Europa
- Miglior piazzamento in classifica generale: 32º nel 2021
- 1 podio:
  - 1 vittoria

#### Coppa Europa - vittorie
| Data             | Località     | Paese  | Specialità |
| ---------------- | ------------ | ------ | ---------- |
| 18 dicembre 2020 | Val di Fassa | Italia | SL         |

Legenda:

SL = slalom speciale

### South American Cup
- Miglior piazzamento in classifica generale: 13º nel 2015
- 2 podi:
  - 2 terzi posti